# Adigrat
Adigrat (Ge'ez: ዓዲግራት)  est une ville d'Éthiopie située dans la région Tigré et dans la zone administrative Misraqawi. 
Adigrat est la dernière ville importante éthiopienne au sud de la frontière avec l'Érythrée, et elle est considérée comme un point de passage stratégique vers l'Érythrée et la mer Rouge.
Selon l'agence nationale éthiopienne des statistiques, la ville comptait en 2005 une population de 65 237 personnes, dont 32 586 hommes et 32 651 femmes. Lors du recensement de 1994 la population ne dépassait pas 37 417 individus.

## Sites intéressants
Adigrat, qui était la capitale de l'ancienne province d'Agame, a connu une histoire aristocratique intéressante. Dans la ville, subsistent les ruines de deux châteaux de la période des Masâfént ("Temps des juges"), l'un ayant appartenu au roi Sebhat Aregawi. 
La ville présente d'autre sites remarquables :
- la cathédrale catholique Saint-Sauveur. Achevée en 1916, elle est bâtie dans le style italien mais comprend plusieurs œuvres de l'artiste éthiopien Afewerk Tekle[2].
- le cimetière de guerre italien, qui commémore les 765 soldats italiens tués entre 1935 et 1938[2].

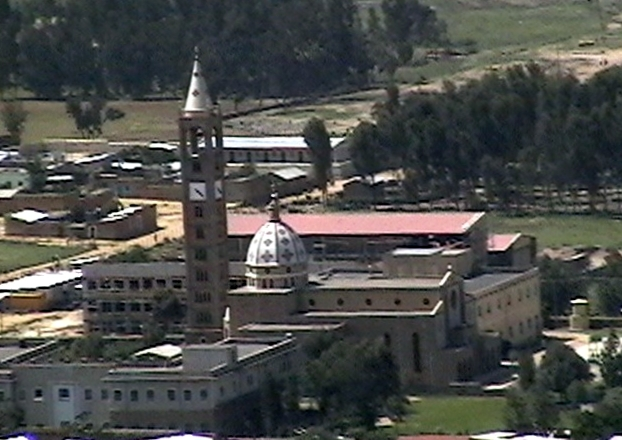
Medhani Alem Catholic Church.

## Histoire
L’occupation du site remonte au moins au XIVe siècle. Le nom Addigrat, qui signifie « pays des terres agricoles », est traditionnellement attribué au chef Zakhadom. Au XVIIe siècle, la ville devient un centre administratif sous l’autorité de Kafla Wahid, vice-roi de l’empereur Fasiladas.
Adigrat a pris une certaine envergure en 1818, lorsque le seigneur Sabagadis en fit sa capitale et la capitale de la province. Il y fait construire des palais, des églises et des marchés, ce qui attire une population croissante et des commerçants. La ville devient alors un important centre d’échange pour le sel extrait dans les districts afar d’Araho et de Barale. Après sa mort, en 1831, la ville connut le déclin. En 1868, le futur empereur Yohannès IV rencontra Sir Robert Napier, commandant en chef des Indes, à Adigrat où furent approuvés un soutien et une aide à l'Éthiopie contre les forces expéditionnaires britanniques.
Durant la première guerre italo-éthiopienne, les Italiens occupèrent Adigrat dès le 25 mars 1895 et firent de la ville une base de soutien pour poursuivre leur avancée vers Mekele. Le général italien Antonio Baldissera fortifia la ville après la défaite de la bataille d'Adoua mais l'empereur Ménélik II insista pour que la ville lui soit restituée au début des pourparlers de paix. C'est ainsi que Baldissera fut contraint d'évacuer Adigrat le 18 mai 1896. 
Le 3 octobre 1935, sans aucune déclaration de guerre préalable, l'aviation du régime mussolinien bombarde la ville. L'armée italienne occupe une seconde fois la ville, sans aucune résistance, au début de la seconde guerre italo-éthiopienne, à partir du 7 octobre 1935. Le 25 septembre 1943, 
Adigrat fut prise par des rebelles de la rébellion Woyane qui forcèrent les responsables éthiopiens à s'enfuir pour l'Érythrée voisine.
Dans les années 1970, Adigrat abritait la seule université à l'ouest d'Adoua et au nord de Mékélé. Celle-ci devint peu à peu, avec l'Université catholique junior, le centre de ralliement d'un certain nombre de dissidents anti-gouvernementaux. La présence, en dehors de la ville, d'une grande base militaire attisa les protestations des étudiants et fut également une source d'espoir quant à un éventuel coup d'État militaire. Durant les premières années de la guerre civile éthiopienne, le tout jeune Front de libération des peuples du Tigré s'appuya sur ces groupes d'étudiants contestataires. Les forces de la junte militaire Derg prirent Adigrat au cours d'une contre-offensive menée durant l'été 1988. Lorsqu'elles évacuèrent la ville en février 1989, elle semèrent la destruction avant leur départ.

## Personnalités
Miruts Yifter (1944-2016), champion olympique sur 5 000 et 10 000 m à Moscou, en 1980, est né à Adigrat.